# Twang-Gitarre
Twang-Gitarre, Gitarren-Twang oder auch kurz Twang [twæŋ] ist ein lautmalerisches (onomatopoetisches) Kunstwort aus dem amerikanischen Englisch. Es wird als musikalischer Fachausdruck für einen obertonreichen, klingelnden Gitarrenton benutzt, der in der Regel auf und mit E-Gitarren produziert wird. An der Formung eines solchen auch als glockenhell bis zuweilen als scharf bezeichneten Tons sind sowohl verschiedene Baufaktoren des verwendeten Instruments als auch die Spielweise des Gitarristen beteiligt. Das Wort Twang ist als musikalischer Fachbegriff erstmals in den 1950er-Jahren nachweisbar, insbesondere nach dem Aufkommen der ersten E-Gitarren mit Solidbody-Massivholzkorpus.

## Klangfaktoren
Zum Erzeugen des Twang-Tons werden die Gitarrensaiten mit einem Plektrum in der Nähe des Stegs angeschlagen. Der Ton wird ungedämpft für kurze Zeit gehalten und dabei häufig mit einem stufenlosen Vibrato entweder durch Ziehen der Saiten (Stringbending) oder durch Einsatz eines Tremolohebels moduliert. Zusätzlich kommen oft verzögernde Klangeffekte wie Hall und/oder Echo zum Einsatz.
Tragende Elemente des Twang-Klangs auf Instrumentenseite sind ein hoher Obertonanteil sowie eine lange Ausschwingdauer des auf der Saite angeschlagenen Tons (Sustain). Ein langes Sustain wird besonders gut mit Solidbody-E-Gitarren erzielt; für den Höhenanteil findet bevorzugt ein elektromagnetischer Tonabnehmer in einer Position nahe dem Instrumentensteg Verwendung. Ein weiterer Klangfaktor ist die Verwendung von eher dünnen Gitarrensaiten.
Als typische E-Gitarrenmodelle für den Twang gelten die Fender-Modelle Telecaster, Stratocaster und Jazzmaster sowie mehrere Modelle der US-Hersteller Gretsch und Rickenbacker, darunter nicht nur Solidbodys, sondern auch Halbresonanzgitarren. Für die beiden letztgenannten Marken gilt das insbesondere wegen der für deren Instrumente charakteristischen Tonabnehmer, welche die hohen Frequenzen des Tons besonders deutlich übertragen. Der mit der Gitarre eingesetzte Gitarrenverstärker hat beim Twang die Aufgabe, den Ton möglichst klar und unverzerrt wiederzugeben. Als besonders geeignet dafür gelten neben anderen Marken wiederum verschiedene Verstärkermodelle des US-Herstellers Fender.

## Twang-Musikstile und -Musiker
Die Musikstile, in denen Gitarren-Twang bevorzugt als klangformendes Stilmittel eingesetzt wird, sind unter anderem Country, Rockabilly und seine Unterarten sowie Surf-Rock. Auch Ennio Morricone benutzte diesen charakteristischen Gitarrenklang in seiner Filmmusik (Soundtrack) für einige Italowestern. Berühmte Gitarristen, die Twang als stilbildendes Element benutzen, sind neben anderen Duane Eddy (der das Wort Twang im Titel vieler seiner Alben verwendet), Dick Dale, The Ventures, The Spotnicks, Brian Setzer, Hank Marvin und The Shadows, aber auch George Harrison in einigen Stücken der Beatles aus den frühen 1960er-Jahren.